# Giovanni Michele Graneri
Giovanni Michele Graneri (Turin, 28 septembre 1708 - Turin, 26 février 1762) est un peintre italien du XVIIIe siècle.

## Biographie
Giovanni Michele Graneri a été un peintre turinois, un maître de la bambochade et de scènes de vie italienne du Settecento.
Giovanni Michele Graneri a été un élève de Pietro Domenico Olivero.

## Œuvres
- Le Miracle du Saint-Sacrement à Turin : La chute de l'anesse,
- Scène  de genre,
- Le Saltimbanque,
- Représentation de l'opéra Lucio Papirio dittatore d'Ignazio Balbi au Teatro regio de Turin (v.1752),
- Baruffa di popolani (« Dispute de populace »), huile sur toile de 78 cm × 96 cm
- Extraction de la loterie, piazza delle Erbe, Turin (1756), huile sur toile, The John and Mable Ringling Museum of Art, Sarasota, Floride.
- Mercato d'inverno, Turin, (« Marché en hiver »), Museo Civico d'Arte Antica et Palazzo Madama, Turin.
- Il pasticcere (« Le Pâtissier »), I giocatori di carte (« Les Joueurs de cartes »), huile sur toile,  Museo Civico d'Arte Antica et Palazzo Madama, Turin.
- Jésus chasse les marchands du temple (1756), huile sur toile,
- Saint-Félix de Cantalice et Saint-Philippe Néri avec les comédiens (1754) au Palazzo Mazzetti d'Aste
- Saint-Félix de Cantalice distribuant des vivres dans un hôpital (vente à Londres en avril 1909 puis à Bruxelles en 2020)[2]